# Ministère de l’Économie Numérique (RDC)
Le Ministère de l’Économie Numérique est un département ministériel du gouvernement de la République démocratique du Congo chargé de la promotion, de la régulation et du développement du secteur numérique sur l’ensemble du territoire national. Il a été créé à la suite de la scission du Ministère des Postes, Télécommunications et Numérique, donnant naissance d’un côté au Ministère des Postes et Télécommunications, et de l’autre au Ministère de l’Économie Numérique.

## Historique
Le ministère a vu le jour en août 2025 lors du remaniement ministériel du gouvernement Suminwa 2. Augustin Kibassa Maliba, ancien ministre des Postes, Télécommunications et Numérique, a été nommé à la tête de ce nouveau portefeuille à sa création,.

## Missions
Le Ministère de l’Économie Numérique a pour mission générale de concevoir, mettre en œuvre et évaluer la politique nationale de développement du numérique. Ses attributions comprennent notamment :
1. Développement des infrastructures numériques : mise en place et modernisation des réseaux de télécommunication et des infrastructures numériques sur l’ensemble du territoire ;
2. Promotion de l’innovation et de la transformation numérique : soutien aux initiatives numériques et aux projets innovants ;
3. Régulation et cybersécurité : élaboration des politiques et textes réglementaires en matière de cybersécurité et de protection des systèmes d’information ;
4. Inclusion numérique et formation : réduction de la fracture numérique par la formation et l’accès aux outils numériques pour tous ;
5. Politique des données et intelligence artificielle : mise en place de cadres légaux et techniques pour la gestion des données et le développement de l’IA ;
6. Coopération internationale et souveraineté numérique : représentation du pays dans les instances internationales du secteur et protection des intérêts nationaux.

## Organisation
Le ministère comprend :
- Un cabinet ministériel ;
- Des directions techniques spécialisées ;
- Des services rattachés et organismes sous tutelle chargés de projets sectoriels.

## Ministres successifs
- Augustin Kibassa Maliba : depuis août 2025 (en fonction).